# Grande Riviere (Gros Islet)
Grande Riviere es una localidad de Santa Lucía que forma parte del distrito de Gros Islet.